# A luz vem do alto
A luz vem do alto és una pel·lícula portuguesa dirigida el 1959 per Henrique Campos, basada en una novel·la de William Bendix i protagonitzada per María Dulce, Roberto Camardiel i Félix Fernández. Va formar part de la selecció oficial del Festival Internacional de Cinema de Sant Sebastià 1959.

## Argument
La pel·lícula mostra l'enfrontament entre dos amics, Bernardo, que simbolitza la incredulitat religiosa més absoluta, i el pare Manuel, que suporta els insults amb resignació estoica sense renunciar a l'esperança de fer-li recuperar la fe. Tot es complica quan Mariana, neboda de Bernardo, torna al poble després d'estudiar a Espanya. El seu oncle vol que es casi amb el seu fill Antonio, però ella s'enamora del benestant Armando. Això provoca finalment un enfrontament.

## Repartiment
- Maria Dulce... Mariana
- Roberto Camardiel... Bernardo
- Félix Fernández García... el pare Manuel
- Mário Pereira... António
- Fernanda de Sousa... Júlia
- Fernando Curado Ribeiro... Armando
- Beatriz de Almeida... Alice Canavarro
- Maria Brandão... Joana
- Joaquim Miranda... Waiter